# St Peter le Poer
St Peter le Poer est une ancienne église paroissiale qui était située du côté ouest de Broad Street dans la Cité de Londres. 
D'origine médiévale, elle est reconstruite en 1540, puis en 1792 sur un projet de Jesse Gibson (en) avec une nef circulaire. Elle est démolie en 1907.

## Histoire
L'église, souvent orthographiée « St Peter le Poor », existe dès la fin du XIIe siècle. Le nom est traditionnellement expliqué comme une référence à la pauvreté de la région ou à sa proximité avec le monastère de Saint-Augustin, dont les moines professaient l'indigence. Le patronage de l'église appartenait au doyen et au chapitre de la cathédrale Saint-Paul. 
La rue Peter a été reconstruite en 1540 et agrandie du côté nord en 1615. En 1630 le clocher est reconstruit, et une galerie ouest est ajoutée. L'église survit au grand incendie de Londres en 1666. Tel qu'il est à la fin du XVIIIe siècle, le bâtiment mesure 54 pieds de long et 51 pieds de large, avec une petite tour dans le coin nord-ouest. Une horloge est suspendue au milieu d'une poutre. Le niveau du sol autour de l'église a tellement augmenté à cette époque qu'il est nécessaire de tirer des rideaux sur les parties inférieures des fenêtres pendant les services, pour empêcher les passants de regarder à l'intérieur. 
L'église est en mauvais état dès 1788. Les paroissiens obtiennent alors du parlement sa démolition et sa reconstruction. Le nouveau bâtiment, d'après les plans de Jesse Gibson, est consacré le 19 novembre 1792. Il coûte plus de 4 000 £, dont 400 £ fournis par la Ville. La nouvelle église est placée plus en arrière que la précédente sur l'ancien cimetière, le site du chœur médiéval faisant partie de la chaussée. Certains des monuments de l'ancienne église sont démantelés et leurs plaques de laiton vendues à un plombier des Minories.
La disposition de la nouvelle église ignore l'orientation conventionnelle, ayant l'autel du côté nord-ouest juste en face de l'entrée. La nef est de plan circulaire, d'environ 54 pieds de diamètre, avec une niche circulaire pour l'autel et un porche et une sacristie du côté opposé. Une galerie en bois, soutenue par des consoles dissimulées dans le sol, coure sur presque toute la circonférence de l'intérieur, à l'exception d'une section au-dessus de l'autel. Le plafond voûté est orné de panneaux décorés chacun d'une fleur. Il n'y a pas de fenêtres latérales. L'intérieur est décrit dans les Britton's Illustrations of the Public Buildings of London comme ayant « plus l'air d'une salle de conférence que d'une église ». 
La façade est de Broad Street a une façade d'entrée avec quatre colonnes attachées supportant un entablement et un fronton, derrière lesquels s'élève une tour carrée basse, ornée de pilastres et d'urnes. L'église est entourée de maisons sur les côtés restants.
Vers 1884, St Peter's reçoit un nouvel orgue dû à Henry Willis (en) mais, comme la population résidente de la ville a diminué, il a été jugé excédentaire par rapport aux besoins et démoli en 1907, en vertu de la loi sur l'union des bénéfices de 1860. La paroisse est alors unie à celle de St Michael à Cornhill. L'intérieur est photographié par le photographe d'architecture Bedford Lemere (en) peu de temps avant la démolition. 
Le produit de la vente du site a été utilisé pour construire St Peter Le Poer à Friern Barnet (en), qui a également reçu les fonts baptismaux, la chaire et les boiseries de l'église de la ville. Le nouveau St Peter Le Poer à Barnet a été construit en 1908-1909 par W. D. Caröe. C'est un bâtiment classé Grade II.